# Dorothée Reize
Dorothée Reize (* 5. Dezember 1954 in Basel) ist eine Schweizer Schauspielerin, Sängerin und Sprecherin.

## Leben
Dorothée Reize wuchs in Basel auf. Nach der Matura besuchte sie von 1975 bis 1978 die Schauspielakademie Zürich und liess sich danach bei verschiedenen Lehrern in Basel, Bern und Frankfurt am Main zur Sängerin ausbilden. Ab 1978 hatte sie Engagements an verschiedenen Schauspielhäusern, so u. a. an der Landesbühne Hannover, den Vereinigten Städtischen Bühnen Krefeld-Mönchengladbach, am Theater Baden-Baden und bis 1992 am Stadttheater St. Gallen. Danach war sie freiberuflich auf verschiedenen Bühnen tätig.
Daneben war sie ab 1983 in diversen Hörspielen auf Radio DRS und SWF zu hören und zeichnete Hörbücher auf.
Ihre Fernsehkarriere begann 1994 als Dr. Ruth Waldner in der Serie Dr. Stefan Frank – Der Arzt, dem die Frauen vertrauen. Auch bei der Schweizer TV-Soap Lüthi und Blanc gehörte sie während zweier Jahre zur Stammbesetzung. Im Kino konnte man sie erstmals im Film Ernstfall in Havanna an der Seite von Viktor Giacobbo sehen. In der Komödie Handyman spielte sie zusammen mit Marco Rima.
Heute tritt sie mit ihrem Chansonprogramm Je ne regrette rien auf, hält Lesungen und gibt Sprechunterricht.
Dorothée Reize ist die Schwester von Silvia Reize und wohnt in Bolligen.

## Filmografie
- 1995–2001: Dr. Stefan Frank – Der Arzt, dem die Frauen vertrauen (Fernsehserie)
- 1999: Der letzte Sommer (Fernsehfilm)
- 1999–2000: Lüthi und Blanc (Fernsehserie)
- 2001: Wachtmeister Studer: Studers erster Fall (Fernsehfilm)
- 2001: Ernstfall in Havanna
- 2002: Alles wird gut (Fernsehfilm)
- 2005: Handyman
- 2006: Der Ferienarzt (Fernsehfilm)
- 2007: Nebenwirkungen (Fernsehfilm)
- 2008: Das Fräuleinwunder (Fernsehfilm)
- 2014: Der Bestatter (Fernsehserie, Folge Totenwache)

## Theater (Auswahl)
- 1988: Das Leben ein Traum
- 1989: Der eingebildete Kranke
- 1990: Ein Sommernachtstraum
- 1992: My Fair Lady
- 1993: Dame Kobold
- 1995: Der Diener zweier Herren
- 1996: Mirandolina
- 2005–2008: Heidi – Das Musical[2][3]
- 2006: Das Gespenst von Canterville
- 2008: Business Class[4]
- 2014: My Fair Lady
- 2017: Der Ranft-Ruf[5]